# 高如曾
高如曾（1939年11月—），女，浙江绍兴人，生于北平，中国石油工程师，曾任第八、九届全国政协委员。